# Mirkovac, Kozarska Dubica
Mirkovac je naselje v občini Kozarska Dubica, Bosna in Hercegovina. 

## Deli naselja
Đedadin Jarak, Ećimska Kosa, Gajići, Gvozdeni, Mirkovac, Poljari in Šiljegovići. 

## Prebivalstvo
| Pregled števila prebivalcev po letih | Pregled števila prebivalcev po letih | Pregled števila prebivalcev po letih | Pregled števila prebivalcev po letih | Pregled števila prebivalcev po letih | Pregled števila prebivalcev po letih |
| ------------------------------------ | ------------------------------------ | ------------------------------------ | ------------------------------------ | ------------------------------------ | ------------------------------------ |
| 1948                                 | 1953                                 | 1961                                 | 1971                                 | 1981                                 | 1991                                 |
| -                                    | -                                    | -                                    | 430                                  | 407                                  | 328                                  |

| Narodna sestava prebivalstva po letih                                                                                      | Narodna sestava prebivalstva po letih                                                                                        | Narodna sestava prebivalstva po letih                                                                                      |
| --- | --- | --- |
| 1971 | 1981 | 1991 |
| . skupaj: 430 Srbi 425 (98,83 %) Hrvati 3 (0,69 %) Muslimani 0 (0,00 %) Jugoslovani 0 (0,00 %) drugi in neznano 2 (0,46 %) | . skupaj: 407 Srbi 318 (78,13 %) Hrvati 0 (0,00 %) Muslimani 0 (0,00 %) Jugoslovani 85 (20,88 %) drugi in neznano 4 (0,98 %) | . skupaj: 328 Srbi 326 (99,39 %) Hrvati 0 (0,00 %) Muslimani 0 (0,00 %) Jugoslovani 2 (0,60 %) drugi in neznano 0 (0,00 %) |